# Пут на југ
Пут на југ (шп. El camino del sur) је југословенски трилер филм из 1988. године. Режирао га је Џуен Батиста Стагнеро који је написао и сценарио.

## Радња
Тридесетогодишњак се враћа из Јужне Америке у родно село, у планинама Југославије, како би нашао девојку којом ће се оженити и повести је са собом. Одлучи се за најмлађу ћерку Хану самохране Јеврејке. Ханином брату се то нимало не свиђа. Међутим на путу за Јужну Америку откривена је обмана. Седам сиромашних девојака међу којима је наводно и будућа жена, затворено је у потпалубљу брода. Повео их је све обећавајући им богату удају, а заправо планира да их запосли у јавној кући у Буенос Ајресу, где би девојке, морале да буду њему препуштене на милост и немилост, јер не знају језик.

## Улоге
| Глумац             | Улога        |
| ------------------ | ------------ |
| Адријан Гијо       | Максим       |
| Мирјана Јоковић    | Јана / Анита |
| Жарко Лаушевић     | Морит        |
| Мира Фурлан        | Беса         |
| Освалдо Санторо    | Руфино       |
| Оливера Марковић   | Берта        |
| Ева Рас            | Бендел       |
| Милан Ерак         | Италијан     |
| Стела Ћетковић     |              |
| Вука Дунђеровић    |              |
| Предраг Милинковић |              |
| Еуген Вербер       |              |